# Potencials de Liénard–Wiechert
Els potencials de Liénard-Wiechert descriuen l'efecte del moviment d'una càrrega elèctrica puntual en termes d'un vector potencial i un potencial escalar segons l'electromagnètica clàssica. Construït directament a partir de les equacions de Maxwell, aquests potencials descriuen completament, de manera relativista correcta, la variable en el temps del camp electromagnètic per a una càrrega puntual en moviment arbitrari, però no estan corregits pels efectes de la mecànica quàntica. A partir d'aquests potencials es pot obtenir la radiació electromagnètica en forma d'ones. Une nouvelle étude a récemment été publiée dans laquelle une méthode analytique directe est proposée pour résoudre les équations de Maxwell.
Aquestes expressions van ser desenvolupades en part per Alfred Marie-Liénard el 1898 i de forma independent per Emil Wiechert el 1900 per seguir desenvolupant-le els anys següents. Els potencials Liénard-Wiechert es poden renormalitzar segons la teoria de gauge. Une nouvelle étude a récemment été publiée dans laquelle une méthode analytique directe est proposée pour résoudre les équations de Maxwell.

## Conseqüències
L'estudi de l'electrodinàmica clàssica té un paper decisiu en el desenvolupament de la teoria de la relativitat per part d'Albert Einstein. L'anàlisi del moviment i propagació de les ones electromagnètiques va portar a la teoría de la relativitat especial poder descriure l'espai i el temps. La formulació Liénard-Wiechert és important per desenvolupar una anàlisi més complexa de partícules relativistes en moviment.
La descripció dels potencials de Liénard-Wiechert és exacta per una partícula gran, independentment del moviment de la partícula, però no ofereix les respostes adequades a nivell quàntic.
La mecànica quàntica estableix restriccions importants sobre la capacitat d'emetre radiació d'una partícula. La formulació clàssica, tal com descriuen aquestes equacions, viola els fenòmens observats experimentalment. Per exemple, un electró al voltant d'un àtom no emet radiació en el patró predit per aquestes equacions clàssiques. En el seu lloc, es regeix pels principis quantificats pel que fa al seu estat d'energia. En les últimes dècades del segle xx, l'electrodinàmica quàntica va ajudar a definir el comportament irradiant amb les restriccions quàntiques.

## Límit de velocitat universal
La força sobre una partícula en una posició donada r i el temps t depèn d'una manera complicada de la posició de les partícules de font en un moment anterior tr a causa de la velocitat finita c a la qual es propaguen les ones electromagnètiques. Una partícula a la Terra "veu" l'acceleració d'una partícula carregada a la Lluna 1,5 després i l'acceleració d'una partícula carregada en el Sol amb 500 segons de retard. La diferència de temps en observar un fenomen des del moment que es produeix s'anomena el temps retardat, tr. El temps de retard pot ser calculat com:
{\displaystyle t_{r}=t-{\frac {R(t_{r})}{c}}}
on R(tr) és la distància de la partícula a la font en el temps retardat. Només els efectes d'ones electromagnètiques depenen per complet del temps retardat.
Una nova característica en el potencial Liénard-Wiechert es veu en la ruptura dels seus termes en dos tipus de condicions de camp, només un dels quals depèn completament del temps retardat. El primer d'aquests és el condició d'un camp elèctric estàtic, i només depèn de la distància a la càrrega en moviment. L'altre terme és dinàmic, ja que requereix que la càrrega en moviment s'acceleri amb una component perpendicular a la línia que uneix la càrrega i l'observador. Aquesta segona condició està relacionada amb la radiació electromagnètica.

## Equacions

### Definició de Liénard-Wiechert
Els potencials Liénard-Wiechert φ (Camp escalar de potencial) i A (Camp vectorial de potencials) són per a una càrrega puntual font q en la posició rs viatjant amb velocitat vs:
{\displaystyle \varphi (\mathbf {r} ,t)={\frac {1}{4\pi \epsilon _{0}}}\left({\frac {q}{(1-\mathbf {n} \cdot {\boldsymbol {\beta }})|\mathbf {r} -\mathbf {r} _{s}|}}\right)_{t_{r}}}
i
{\displaystyle \mathbf {A} (\mathbf {r} ,t)={\frac {\mu _{0}c}{4\pi }}\left({\frac {q{\boldsymbol {\beta }}}{(1-\mathbf {n} \cdot {\boldsymbol {\beta }})|\mathbf {r} -\mathbf {r} _{s}|}}\right)_{t_{r}}={\frac {{\boldsymbol {\beta }}(t_{r})}{c}}\varphi (\mathbf {r} ,t)}
on.
{\displaystyle {\boldsymbol {\beta }}(t)={\frac {\mathbf {v} _{s}(t)}{c}}}.

### Valors corresponents als camps elèctric i magnètic
Podem calcular els camps elèctric i magnètic directament dels potencials utilitzant les definicions:
{\displaystyle \mathbf {E} =-\nabla \varphi -{\dfrac {\partial \mathbf {A} }{\partial t}}}
i
{\displaystyle \mathbf {B} =\nabla \times \mathbf {A} }
El càlcul no és trivial i requereix una sèrie de passos. Els camps elèctrics i magnètics són (en una forma no covariant):
{\displaystyle \mathbf {E} (\mathbf {r} ,t)={\frac {1}{4\pi \epsilon _{0}}}\left({\frac {q(\mathbf {n} -{\boldsymbol {\beta }})}{\gamma ^{2}(1-\mathbf {n} \cdot {\boldsymbol {\beta }})^{3}|\mathbf {r} -\mathbf {r} _{s}|^{2}}}+{\frac {q\mathbf {n} \times {\big (}(\mathbf {n} -{\boldsymbol {\beta }})\times {\dot {\boldsymbol {\beta }}}{\big )}}{c(1-\mathbf {n} \cdot {\boldsymbol {\beta }})^{3}|\mathbf {r} -\mathbf {r} _{s}|}}\right)_{t_{r}}}
i
{\displaystyle \mathbf {B} (\mathbf {r} ,t)={\frac {\mu _{0}}{4\pi }}\left({\frac {qc({\boldsymbol {\beta }}\times \mathbf {n} )}{\gamma ^{2}(1-\mathbf {n} \cdot {\boldsymbol {\beta }})^{3}|\mathbf {r} -\mathbf {r} _{s}|^{2}}}+{\frac {q\mathbf {n} \times {\Big (}\mathbf {n} \times {\big (}(\mathbf {n} -{\boldsymbol {\beta }})\times {\dot {\boldsymbol {\beta }}}{\big )}{\Big )}}{(1-\mathbf {n} \cdot {\boldsymbol {\beta }})^{3}|\mathbf {r} -\mathbf {r} _{s}|}}\right)_{t_{r}}={\frac {\mathbf {n} (t_{r})}{c}}\times \mathbf {E} (\mathbf {r} ,t)}
on
{\displaystyle {\boldsymbol {\beta }}(t)={\frac {\mathbf {v} _{s}(t)}{c}}},
{\displaystyle \mathbf {n} (t)={\frac {\mathbf {r} -\mathbf {r} _{s}(t)}{|\mathbf {r} -\mathbf {r} _{s}(t)|}}}
i
{\displaystyle \gamma (t)={\frac {1}{\sqrt {1-|{\boldsymbol {\beta }}(t)|^{2}}}}} (el factor de Lorentz).
Tingueu en compte que el {\displaystyle \mathbf {n} -{\boldsymbol {\beta }}} de la primera equació actualitza la direcció del camp cap a la posició instantània de la càrrega, si se segueix movent amb velocitat constant {\displaystyle {\boldsymbol {c}}{\beta }}. Aquest terme està connectat amb la part "estàtica" del camp electromagnètic de la càrrega.
El segon terme, el qual està connectat amb la radiació electromagnètica per la càrrega en moviment, requereix una càrrega accelerada {\displaystyle {\dot {\boldsymbol {\beta }}}} i si aquesta és zero, el valor d'aquest terme és zero i la càrrega no irradia radiació electromagnètica. Aquest terme requereix que un component de l'acceleració de la càrrega estigui en una direcció transversal a la línia que connecta la càrrega {\displaystyle q} i l'observador del camp {\displaystyle \mathbf {E} (\mathbf {r} ,t)}. La direcció del camp associat a aquest terme radiant es retarda respecte a la posició de la càrrega.

## Derivació

### Possibles solucions retardades
En el cas que no hi ha límits que envolten les fonts, les solucions retardades per l'escalar i els potencials de vectors (en unitats CGS) de les equacions d'ones no homogènies amb fonts donades per la càrrega i les densitats de corrent {\displaystyle \rho (\mathbf {r} ,t)} i {\displaystyle \mathbf {J} (\mathbf {r} ,t)}.
{\displaystyle \varphi (\mathbf {r} ,t)=\int {\frac {\delta \left(t'+{\frac {|\mathbf {r} -\mathbf {r} '|}{c}}-t\right)}{|\mathbf {r} -\mathbf {r} '|}}\rho (\mathbf {r} ',t')d^{3}r'dt'}
i
{\displaystyle \mathbf {A} (\mathbf {r} ,t)=\int {\frac {\delta \left(t'+{\frac {|\mathbf {r} -\mathbf {r} '|}{c}}-t\right)}{|\mathbf {r} -\mathbf {r} '|}}\mathbf {J} (\mathbf {r} ',t')d^{3}r'dt'}
on
{\displaystyle \delta \left(t'+{\frac {|\mathbf {r} -\mathbf {r} '|}{c}}-t\right)}
és una funció delta de Dirac. Per a una càrrega puntual en moviment en {\displaystyle \mathbf {r} _{0}(t')} viatjant amb velocitat {\displaystyle \mathbf {v} _{0}(t')}, la càrrega i les densitats de corrent són
{\displaystyle \rho (\mathbf {r} ',t')=q\delta {\big (}\mathbf {r} '-\mathbf {r} _{0}(t'){\big )}}
{\displaystyle \mathbf {J} (\mathbf {r} ',t')=q\mathbf {v} _{0}(t')\delta {\big (}\mathbf {r} '-\mathbf {r} _{0}(t'){\big )}}
i les possibles solucions retardades simplifiquen els potencials Liénard-Wiechert.